# Passionsretabel (St. Katharina, Schwäbisch Hall)
Im Chor der Kirche St. Katharina in Schwäbisch Hall befindet sich ein spätgotisches Altarretabel mit Darstellung von Szenen aus der Passion Christi, ein Importstück aus den Niederlanden. 
Der Schrein und die Skulpturen entstanden vor 1449 in Löwen in der Werkstatt des Willem Ards, die Gemälde der Flügel vor 1450–51 in Löwen. Die Predella wurde später hinzugefügt. Der Altar wurde 1858 durch Groß und 1900 durch B. Schmidt restauriert.

## Beschreibung

### Obertüren
Auf den Obertüren im Mittelfeld sind im geöffneten Zustand  Ecclesia und Synagoge zu sehen. Die Obertüren im Mittelfeld zeigen im geschlossenen Zustand Barbara und Maria Magdalena. 

Innenseite/Außenseite der Obertüren
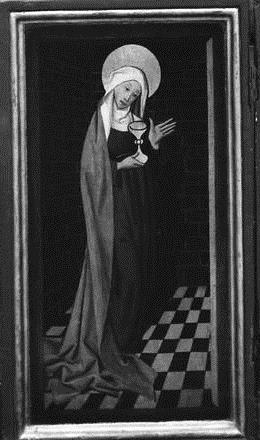
Ecclesia
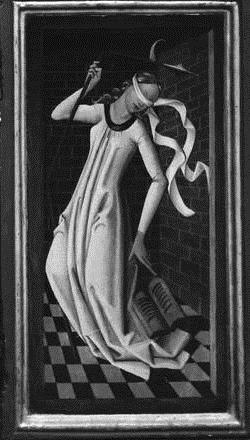
Synagoge
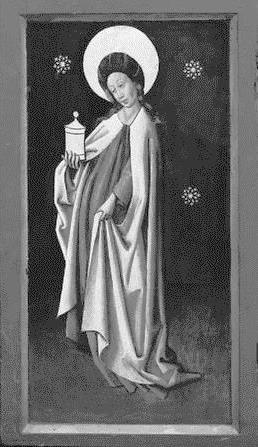
Magdalena
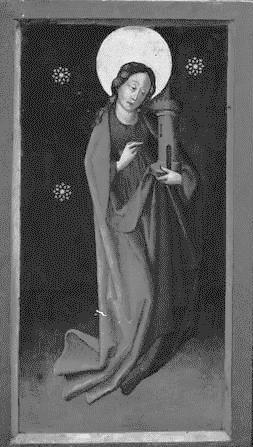
Barbara

### Doppelflügel
Auf dem linken Doppelflügel sind auf der Innenseite der Einzug in Jerusalem und Gefangennahme, auf dem rechten Himmelfahrt Christi und Ausgießung des Hl. Geistes zu sehen. Auf dem rechten Doppelflügel sind auf der Außenseite Katharina und Johannes der Evangelist, auf dem linken Doppelflügel Johannes der Täufer und Maria.

Innenseite der Doppelflügel
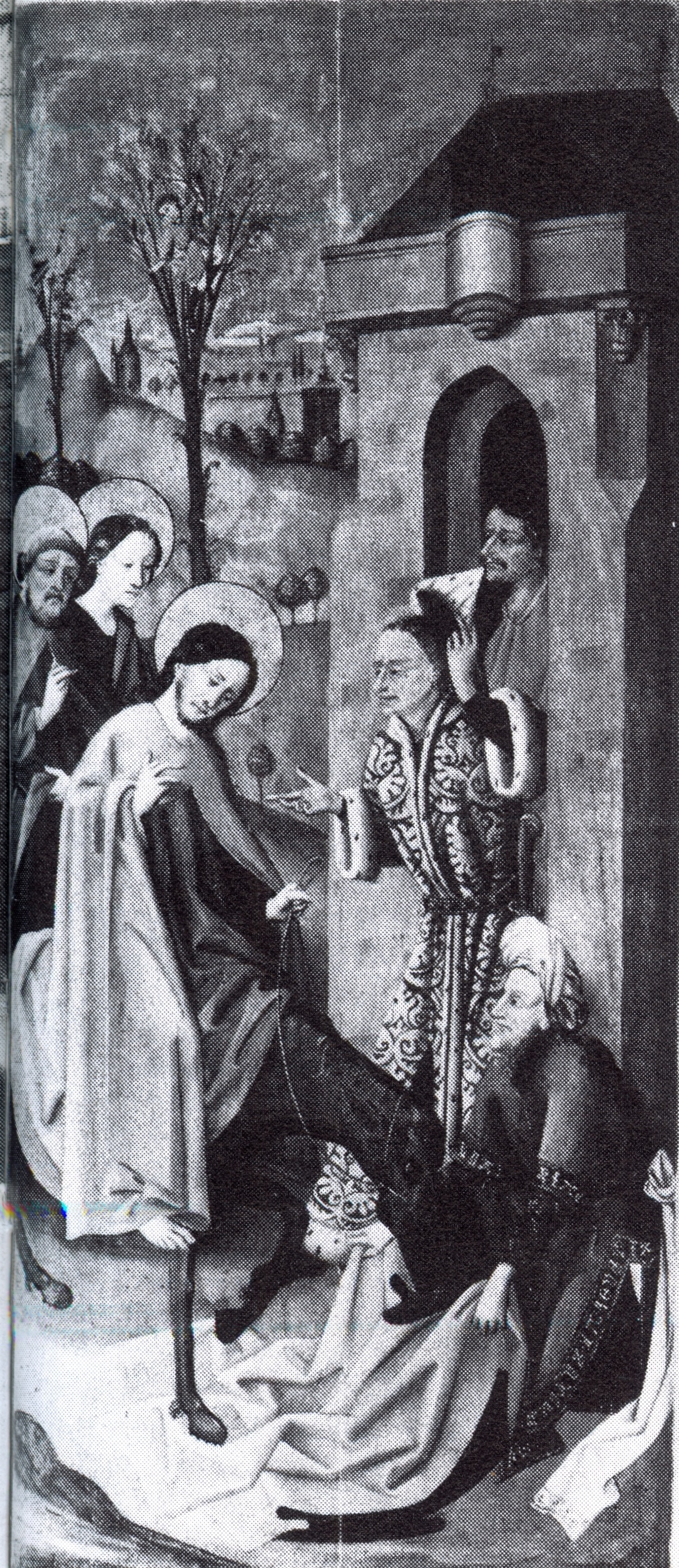
Doppelflügel links,  Einzug in Jerusalem
Doppelflügel links, Judaskuss, Verrat und Gefangennahme

### Figurenschrein
Im unteren Mittelstück des Schreins befinden sich fünf vollplastische geschnitzte Reliefs: Dornenkrönung, Kreuztragung, Kreuzigung, Grablegung sowie Auferstehung. Darunter befindet sich eine Füllung von zierlich durchbrochenem Maßwerk, oben Baldachin mit zierlichem Gitterwerk und ein Fries mit durchbrochenem Maßwerk. 

### Predella
Die Predella zeigt gemalt auf blauem Grund die Brustbilder von Christus als Salvator Mundi in der Mitte zwischen Maria, Katharina, Barbara, Vitus, Erasmus und Sebastian. Die Brustbilder sind von Spitzbögen eingefasst. Auf der Rückseite sind am Schrein Moses und die Eherne Schlange und an der Staffel zwei Engel mit Leidenswerkzeugen in Grisaille gemalt.

Predella